# Psilocybe caribaea
Psilocybe caribaea es una especie de hongo de la familia Hymenogastraceae del orden Agaricales.

## Clasificación y descripción de la especie
El pileo de (17-) 35-60 (-70) mm de diámetro, convexo-umbonado, liso con margen uniforme, estriado translúcido, marrón amarillento a marrón rojizo oscuro. Lamelas sinuosas, marrones pálidas o violáceas marrones, margen uniforme. Estípite de (20-) 80-130 (-175) 3 3-6 (-8) mm hueco, con una base bulbosa, marrón pálido o marrón amarillento o marrón o rojizo fuscoso hacia el ápice, sedoso, cubierto con fibrillas apretadas. Fibrillas blancas hacia la base, textura dura-cartilaginosa, con rizomorfos en la base. Contexto en el píleo y estípite blanquecino, o marrón rojizo en la base del estipe. Todas las partes, excepto las laminillas fuertemente caerulescentes cuando se cortan o se tocan. Olor y sabor farináceo. Esporada marrón violáceo oscuro. Microscópicamente: Esporas de (6–)6.5–7.5(–8) x 5–5.5(–6.5) x 4.5–5 μm (Q 5 1.25),  subromboide en vista frontal, subelipsoide en vista lateral, paredes gruesas, de hasta 1 μm, amarillento-marrón, con poro germinativo. Basidio de (16-) 20-25 (-28) 3 5-6 (-7) μm, 4-esterigmas, hialino. Pleurocistidio (9.5-) 12-17 (-20) 3 (3.5-) 5-8 (-12) μm, hialino, subventricoso, subfusoide o subcilíndrico, con un ápice agudo o un cuello corto. Queilocistidio (16-) 18-30 (-37) 3 (4-) 5-8 (-9,5) μm, hialino, subventricoso, irregularmente ramificado, con un ápice agudo o con un cuello corto. Trama himenoforal regular, la mayoría hifas hialinas, cilíndricas o con algunos elementos inflados, de 3-24 μm de ancho, con incrustaciones finas e inconspicuas. Pileipellis una capa subgelatinizada 8-40 μm de grueso, hifas hialinas de 2.5-7 μm diam. Pileocistidio de 25-43 3 6-8 μm, postrado o erecto. Hipodermio con hifas hialinas, cilíndricas y elementos subglobosos, de 2 a 15 μm de ancho. Contexto con hifas hialinas o amarillentas, algunas hinchadas o subglobosas, de 3-24 μm de ancho, pared delgada, de hasta 1 μm de espesor.

## Distribución de la especie
Se ha reportado de Puerto Rico, Martinica (Martinique en francés) y México.

## Ambiente terrestre
Es una especie gregaria, es decir, que forma grupos de varios organismos. Crece en suelo rico en materia orgánica o arenoso; en bosques tropicales húmedos.

## Estado de conservación
Se conoce muy poco de la biología y hábitos de los hogos, por ello la mayoría de ellos, no están categorizados en la Norma Oficial Mexicana 059.